# Saint-Hilaire-en-Woëvre
Saint-Hilaire-en-Woëvre é uma comuna francesa na região administrativa de Grande Leste, no departamento de Meuse. Estende-se por uma área de 11,12 km². Em 2010 a comuna tinha 183 habitantes (densidade: 16,5 hab./km²).